# Atletica leggera ai Giochi della XXXI Olimpiade - Salto con l'asta maschile

Video ufficiale della Finale

Ai Giochi della XXXI Olimpiade, che si sono tenuti a Rio de Janeiro nel 2016, la competizione di salto con l'asta maschile si è svolta il 13 e il 15 agosto presso lo Stadio Olimpico Nilton Santos.

## Presenze ed assenze dei campioni in carica
Per i campionati europei si considera l'edizione del 2014.
| Competizione             | Atleta               | Prestazione | Rio 2016  |
| ------------------------ | -------------------- | ----------- | --------- |
| Olimpiadi 2012           | Renaud Lavillenie    | 5,97 m      | Presente  |
| Europei 2014             | Renaud Lavillenie    | 5,90 m      | Presente  |
| Panamericani 2015        | Shawnacy Barber      | 5,80 m      | Presente  |
| Mondiali 2015            | Shawnacy Barber      | 5,90 m      | Presente  |
|                          |                      |             |           |
| Olimpiadi giovanili 2010 | Dídac Salas          | 5,05 m      | Non qual. |
| Mondiali junior 2012     | Thiago Braz da Silva | 5,55 m      | Presente  |

## La gara
Il favorito d'obbligo è il francese Renaud Lavillenie, considerato il più forte astista della sua epoca. È il campione olimpico in carica.

In qualificazione due campioni del mondo, e Pawel Wojciechowski (Daegu 2011) e Raphael Holzdeppe (Mosca 2013) buttano via la gara venendo eliminati a 5,45.

In finale il campione del mondo Shawnacy Barber sbaglia alla misura d'entrata: 5,50. Esce alla misura successiva.
 Lavillenie entra in gara, come di consueto, a 5,75. Il suo secondo salto è a 5,85 e il terzo a 5,93. Ad affrontare questa misura rimangono solo in cinque: lo stesso Lavillenie, lo statunitense Sam Kendricks, un ceco, un polacco e l'idolo di casa Thiago Braz da Silva. Il giovane brasiliano (ha 23 anni) ha un personale di 5,92. È allenato da Vitalij Petrov, il tecnico che fece diventare Serhij Bubka un campione.

Lavillenie esulta al primo tentativo e rimane in testa alla classifica. Solo da Silva lo imita: 5,93 metri rappresentano per il brasiliano il record personale, nazionale e sudamericano. Gli altri tre sono eliminati.

La misura successiva è 5,98, nuovo record olimpico. Finora Lavillenie ha avuto un percorso immacolato, mentre da Silva ha già effettuato due errori. Il brasiliano tenta il tutto per tutto: passa la misura e lancia la sfida al campione in carica a 6,03 metri.

Lavillenie, con grande sangue freddo, valica 5,98 al primo tentativo. 

A 6,03 metri accade l'imponderabile: Lavillenie vede sfuggire l'oro che sembrava già suo, mentre il brasiliano compie l'impresa superando la misura al secondo tentativo.

## Risultati

### Qualificazioni
Qualificazione: 5,75 (Q) o le migliori 12 misure (q).
| Posizione | Gruppo | Atleta                    | Nazionalità   | 5,30 | 5,45 | 5,60 | 5,70 | Risultato | Note |
| --------- | ------ | ------------------------- | ------------- | ---- | ---- | ---- | ---- | --------- | ---- |
| 1         | A      | Sam Kendricks             | Stati Uniti   | o    | o    | o    | o    | 5,70      | q    |
| 2         | B      | Konstadínos Filippídis    | Grecia        | o    | o    | xo   | o    | 5,70      | q    |
| 3         | B      | Thiago Braz da Silva      | Brasile       | –    | xx–  | o    | o    | 5,70      | q    |
| 4         | A      | Renaud Lavillenie         | Francia       | –    | –    | –    | xo   | 5,70      | q    |
| 4         | A      | Xue Changrui              | Cina          | –    | o    | o    | xo   | 5,70      | q    |
| 6         | A      | Piotr Lisek               | Polonia       | –    | o    | xo   | xo   | 5,70      | q    |
| 7         | B      | Shawnacy Barber           | Canada        | –    | xxo  | o    | xo   | 5,70      | q    |
| 7         | A      | Germán Chiaraviglio       | Argentina     | o    | o    | xxo  | xo   | 5,70      | q    |
| 7         | A      | Jan Kudlička              | Rep. Ceca     | o    | o    | xxo  | xo   | 5,70      | q    |
| 10        | B      | Michal Balner             | Rep. Ceca     | o    | o    | o    | xxx  | 5,60      | q    |
| 10        | A      | Pauls Pujāts              | Lettonia      | o    | o    | o    | xxx  | 5,60      | q    |
| 10        | A      | Daichi Sawano             | Giappone      | –    | o    | o    | xxx  | 5,60      | q    |
| 13        | A      | Robert Sobera             | Polonia       | o    | x    | o    | xxx  | 5,60      |      |
| 14        | B      | Yao Jie                   | Cina          | –    | xo   | xo   | xxx  | 5,60      |      |
| 15        | A      | Kurtis Marschall          | Australia     | o    | o    | xxo  | xxx  | 5,60      |      |
| 16        | B      | Mareks Ārents             | Lettonia      | o    | o    | xxx  |      | 5,45      |      |
| 16        | B      | Huang Bokai               | Cina          | o    | o    | xxx  |      | 5,45      |      |
| 16        | B      | Stanley Joseph            | Francia       | o    | o    | xxx  |      | 5,45      |      |
| 16        | B      | Kévin Menaldo             | Francia       | –    | o    | xr   |      | 5,45      |      |
| 16        | B      | Paweł Wojciechowski       | Polonia       | o    | o    | xxx  |      | 5,45      |      |
| 21        | A      | Hiroki Ogita              | Giappone      | xo   | o    | xxx  |      | 5,45      |      |
| 22        | A      | Luke Cutts                | Gran Bretagna | o    | xo   | xxx  |      | 5,45      |      |
| 22        | A      | Augusto Dutra de Oliveira | Brasile       | o    | xo   | xxx  |      | 5,45      |      |
| 22        | B      | Robert Renner             | Slovenia      | o    | xo   | xxx  |      | 5,45      |      |
| 25        | A      | Tobias Scherbarth         | Germania      | xo   | xo   | xxx  |      | 5,45      |      |
| 26        | A      | Raphael Holzdeppe         | Germania      | –    | xxo  | xxx  |      | 5,45      |      |
| 27        | B      | Ivan Horvat               | Croazia       | o    | xxx  |      |      | 5,30      |      |
| 28        | B      | Logan Cunningham          | Stati Uniti   | xxo  | xxx  |      |      | 5,30      |      |
| 28        | B      | Karsten Dilla             | Germania      | xxo  | xxx  |      |      | 5,30      |      |
| 28        | B      | Cale Simmons              | Stati Uniti   | xxo  | xxx  |      |      | 5,30      |      |
| –         | B      | Seito Yamamoto            | Giappone      | –    | xxx  |      |      | NM        |      |
| –         | A      | Melker Svärd Jacobsson    | Svezia        |      |      |      |      | NP        |      |

### Finale
| Record mondiale      | Serhij Bubka      | 6,14 m | Sestriere  | 31 luglio 1994 |
| Record olimpico      | Renaud Lavillenie | 5,97 m | Londra     | 10 agosto 2012 |
| Capolista stagionale | Renaud Lavillenie | 5,96 m | Sotteville | 18 luglio 2016 |

Lunedì 15 agosto, ore 20:35.
| Pos. | Atleta                 | Età | Nazione     | Salti | Salti | Salti | Salti | Salti | Salti | Salti | Salti | Misura |
| Pos. | Atleta                 | Età | Nazione     | 5,50  | 5,65  | 5,75  | 5,85  | 5,93  | 5,98  | 6,03  | 6,08  | Misura |
| --- | ---------------------- | --- | ----------- | ----- | ----- | ----- | ----- | ----- | ----- | ----- | ----- | ------ |
| Oro | Thiago Braz da Silva   | 23  | Brasile     | –     | O     | XO    | O     | XO    | –     | XO    |       | 6,03   |
| Argento | Renaud Lavillenie      | 30  | Francia     | –     | –     | O     | O     | O     | O     | XX–   | X     | 5,98   |
| Bronzo | Sam Kendricks          | 24  | Stati Uniti | O     | XO    | X–    | O     | XXX   |       |       |       | 5,85   |
| 4 | Jan Kudlička           | 28  | Rep. Ceca   | O     | O     | O     | X–    | XX    |       |       |       | 5,75   |
| 4 | Piotr Lisek            | 24  | Polonia     | O     | O     | O     | X–    | XX    |       |       |       | 5,75   |
| 6 | Xue Changrui           | 25  | Cina        | XXO   | XXO   | XX–   | X     |       |       |       |       | 5,65   |
| 7 | Michal Balner          | 34  | Rep. Ceca   | O     | XXX   |       |       |       |       |       |       | 5,50   |
| 7 | Konstadínos Filippídis | 30  | Grecia      | O     | XXX   |       |       |       |       |       |       | 5,50   |
| 7 | Daichi Sawano          | 36  | Giappone    | O     | XXX   |       |       |       |       |       |       | 5,50   |
| 10 | Shawnacy Barber        | 22  | Canada      | XO    | XXX   |       |       |       |       |       |       | 5,50   |
| 11 | Germán Chiaraviglio    | 29  | Argentina   | XXO   | XXX   |       |       |       |       |       |       | 5,50   |
| | Pauls Pujāts           | 25  | Lettonia    | XXX   |       |       |       |       |       |       |       | NM     |
| record mondiale; record olimpico; record mondiale stagionale; record africano; record asiatico; record europeo; record nord-centroamericano e caraibico; record sudamericano; record oceaniano; record nazionale; record personale; record personale stagionale. |                        |     |             |       |       |       |       |       |       |       |       |        |